# شهرستان کاس (میشیگان)
شهرستان کاس، میشیگان (به انگلیسی: Cass County, Michigan) یک سکونتگاه مسکونی در ایالات متحده آمریکا است که در میشیگان واقع شده‌است.